# Юэцин
Юэци́н (кит. упр. 乐清, пиньинь Yuèqīng) — городской уезд городского округа Вэньчжоу провинции Чжэцзян (КНР).

## История
Во времена первых централизованных империй эти места входили в состав округа Куайцзи (会稽郡), власти округа размещались на месте современного Сучжоу. При империи Хань в 110 году до н. э. в его составе был создан уезд Иньсянь (鄞县). В 85 году до н. э. из уезда Иньсянь был выделен уезд Хуэйпу (回浦县). Во времена Восточной Хань уезд Хуэйпу был переименован в Чжанъань (章安县), а потом из него был выделен уезд Юннин (永宁县). 
Во времена империи Цзинь в 374 году из уезда Юннин был выделен уезд Юэчэн (乐成县). Во времена империи Суй в 592 году уезд Юэчэн был присоединён к уезду Юнцзя. Во времена империи Тан в 621 году из уезда Юнцзя снова был выделен уезд Юэчэн. В 624 году уезд Юэчэн был вновь присоединён к уезду Юнцзя, но в 689 году восстановлен вновь.
В эпоху Пяти династий и десяти царств, когда эти земли входили в состав государства Поздняя Лян, то из-за практики табу на имена в 908 году, чтобы избежать использования иероглифа, читающегося точно так же, как и личное имя Чжу Чэна (отца основателя Поздней Лян Чжу Вэня), уезд Юэчэн был переименован в Юэцин (乐清县).
Во времена империи Мин восточная часть уезда была в 1469 году выделена в отдельный уезд Тайпин.
После образования КНР в 1949 году был создан Специальный район Вэньчжоу (温州专区), и уезд вошёл в его состав. В 1973 году Специальный район Вэньчжоу был переименован в Округ Вэньчжоу (温州地区).
В 1981 году город Вэньчжоу и округ Вэньчжоу были объединены в городской округ Вэньчжоу.
18 сентября 1993 года уезд Юэцин был преобразован в городской уезд.

## Административное деление
Городской уезд делится на 8 уличных комитетов и 9 посёлков.

## Экономика
В Юэцине базируется электротехническая корпорация CHINT Group.